# Copa Hopman 2018
La Copa Hopman XXX, conocida como Mastercard Hopman Cup por razones de patrocinio, corresponde a la 30.ª edición de dicho torneo de equipos nacionales de tenis compuestos por dos tenistas, una mujer y un hombre. El torneo comenzó el 30 de diciembre de 2017 en el Perth Arena en Perth (Australia).
El defensor del título es Francia, sin embargo, no regresaron para defender su título. Esto marca la primera edición sin el defensor del título en competencia desde 2010. Japón, Rusia y Bélgica harán su primera aparición desde 2011, respectivamente.

## Preclasificación
El sorteo se llevó a cabo el 5 de octubre de 2017 y colocó a los 8 equipos en dos grupos, de acuerdo con las siguientes líneas de base:
| Preclasificación | País           | Mujer jugadora            | WTA | Hombre jugador     | ATP | Total | Puesto      |
| ---------------- | -------------- | ------------------------- | --- | ------------------ | --- | ----- | ----------- |
| 1                | Estados Unidos | Coco Vandeweghe           | 10  | Jack Sock          | 8   | 18    | Round Robin |
| 2                | Alemania       | Angelique Kerber          | 21  | Alexander Zverev   | 5   | 24    | Final       |
| 3                | Bélgica        | Elise Mertens             | 38  | David Goffin       | 11  | 49    | Round Robin |
| 4                | Rusia          | Anastasiya Pavliuchenkova | 21  | Karen Jachanov     | 42  | 63    | Round Robin |
| 5                | Japón          | Naomi Osaka               | 62  | Yūichi Sugita      | 40  | 120   | Round Robin |
| 6                | Canadá         | Eugenie Bouchard          | 79  | Vasek Pospisil     | 84  | 163   | Round Robin |
| 7                | Suiza          | Belinda Bencic            | 193 | Roger Federer      | 2   | 198   | Campeones   |
| 8                | Australia      | Daria Gavrilova           | 25  | Thanasi Kokkinakis | 212 | 234   | Round Robin |

### Jugadores de reemplazo
| País           | Reemplazo                 | Jugador original    | Razón                         |
| -------------- | ------------------------- | ------------------- | ----------------------------- |
| Rusia          | Anastasiya Pavliuchenkova | Svetlana Kuznetsova | Lesión en la muñeca izquierda |
| Japón          | Maddison Inglis           | Naomi Osaka         | Enfermedad                    |
| Estados Unidos | Pat Cash                  | Jack Sock           | Lesión de cadera              |
| Canadá         | Maddison Inglis           | Eugenie Bouchard    |                               |

## Grupo A

### Tabla de posiciones
| Pos. | País      | G | P | Partidos | Sets | Juegos |
| ---- | --------- | - | - | -------- | ---- | ------ |
| 1    | Alemania  | 3 | 0 | 7-2      | 13-4 | 89-66  |
| 2    | Bélgica   | 2 | 1 | 7-2      | 14-6 | 97-68  |
| 3    | Australia | 1 | 2 | 3-6      | 3-16 | 80-91  |
| 4    | Canadá    | 0 | 3 | 1-8      | 3-16 | 56-97  |

#### Australia vs Canadá
| Bandera de Australia | Australia            | 2                                    | 1  | Canadá | Bandera de Canadá |
| --- | -------------------- | ------------------------------------ | -- | ------ | ----------------- |
| 31 de diciembre |                      |                                      |    |        |                   |
| \| 1 \| \| Daria Gavrilova \| 6 \| 6 \| \| \| 1 \| \| Eugenie Bouchard \| 1 \| 4 \| \| \| 2 \| \| Thanasi Kokkinakis \| 6 \| 3 \| 6 \| \| 2 \| \| Vasek Pospisil \| 4 \| 6 \| 3 \| \| 3 \| \| Daria Gavrilova / Thanasi Kokkinakis \| 31 \| 34 \| \| \| 3 \| \| Eugenie Bouchard / Vasek Pospisil \| 45 \| 45 \| \| |                      |                                      |    |        |                   |
| 1 | Bandera de Australia | Daria Gavrilova                      | 6  | 6      |                   |
| 1 | Bandera de Canadá    | Eugenie Bouchard                     | 1  | 4      |                   |
| 2 | Bandera de Australia | Thanasi Kokkinakis                   | 6  | 3      | 6                 |
| 2 | Bandera de Canadá    | Vasek Pospisil                       | 4  | 6      | 3                 |
| 3 | Bandera de Australia | Daria Gavrilova / Thanasi Kokkinakis | 31 | 34     |                   |
| 3 | Bandera de Canadá    | Eugenie Bouchard / Vasek Pospisil    | 45 | 45     |                   |

#### Bélgica vs Alemania
| Bandera de Bélgica | Bélgica             | 1                                   | 2  | Alemania | Bandera de Alemania |
| --- | ------------------- | ----------------------------------- | -- | -------- | ------------------- |
| 1 de enero |                     |                                     |    |          |                     |
| \| 1 \| \| Elise Mertens \| 6 \| 61 \| \| \| 1 \| \| Angelique Kerber \| 78 \| 7 \| \| \| 2 \| \| David Goffin \| 6 \| 6 \| \| \| 2 \| \| Alexander Zverev \| 3 \| 3 \| \| \| 3 \| \| Elise Mertens / David Goffin \| 2 \| 32 \| \| \| 3 \| \| Angelique Kerber / Alexander Zverev \| 4 \| 45 \| \| |                     |                                     |    |          |                     |
| 1 | Bandera de Bélgica  | Elise Mertens                       | 6  | 61       |                     |
| 1 | Bandera de Alemania | Angelique Kerber                    | 78 | 7        |                     |
| 2 | Bandera de Bélgica  | David Goffin                        | 6  | 6        |                     |
| 2 | Bandera de Alemania | Alexander Zverev                    | 3  | 3        |                     |
| 3 | Bandera de Bélgica  | Elise Mertens / David Goffin        | 2  | 32       |                     |
| 3 | Bandera de Alemania | Angelique Kerber / Alexander Zverev | 4  | 45       |                     |

#### Canadá vs Alemania
| Bandera de Canadá | Canadá              | 0                                   | 3  | Alemania | Bandera de Alemania |
| --- | ------------------- | ----------------------------------- | -- | -------- | ------------------- |
| 3 de enero |                     |                                     |    |          |                     |
| \| 1 \| \| Eugenie Bouchard \| 1 \| 3 \| \| \| 1 \| \| Angelique Kerber \| 6 \| 6 \| \| \| 2 \| \| Vasek Pospisil \| 4 \| 2 \| \| \| 2 \| \| Alexander Zverev \| 6 \| 6 \| \| \| 3 \| \| Eugenie Bouchard / Vasek Pospisil \| 32 \| 32 \| \| \| 3 \| \| Angelique Kerber / Alexander Zverev \| 45 \| 45 \| \| |                     |                                     |    |          |                     |
| 1 | Bandera de Canadá   | Eugenie Bouchard                    | 1  | 3        |                     |
| 1 | Bandera de Alemania | Angelique Kerber                    | 6  | 6        |                     |
| 2 | Bandera de Canadá   | Vasek Pospisil                      | 4  | 2        |                     |
| 2 | Bandera de Alemania | Alexander Zverev                    | 6  | 6        |                     |
| 3 | Bandera de Canadá   | Eugenie Bouchard / Vasek Pospisil   | 32 | 32       |                     |
| 3 | Bandera de Alemania | Angelique Kerber / Alexander Zverev | 45 | 45       |                     |

#### Australia vs Bélgica
| Bandera de Australia | Australia            | 0                                    | 3  | Bélgica | Bandera de Bélgica |
| --- | -------------------- | ------------------------------------ | -- | ------- | ------------------ |
| 3 de enero |                      |                                      |    |         |                    |
| \| 1 \| \| Daria Gavrilova \| 6 \| 4 \| 2 \| \| 1 \| \| Elise Mertens \| 2 \| 6 \| 6 \| \| 2 \| \| Thanasi Kokkinakis \| 4 \| 2 \| \| \| 2 \| \| David Goffin \| 6 \| 6 \| \| \| 3 \| \| Daria Gavrilova / Thanasi Kokkinakis \| 3 \| 4 \| 1 \| \| 3 \| \| Elise Mertens / David Goffin \| 45 \| 2 \| 4 \| |                      |                                      |    |         |                    |
| 1 | Bandera de Australia | Daria Gavrilova                      | 6  | 4       | 2                  |
| 1 | Bandera de Bélgica   | Elise Mertens                        | 2  | 6       | 6                  |
| 2 | Bandera de Australia | Thanasi Kokkinakis                   | 4  | 2       |                    |
| 2 | Bandera de Bélgica   | David Goffin                         | 6  | 6       |                    |
| 3 | Bandera de Australia | Daria Gavrilova / Thanasi Kokkinakis | 3  | 4       | 1                  |
| 3 | Bandera de Bélgica   | Elise Mertens / David Goffin         | 45 | 2       | 4                  |

#### Bélgica vs Canadá
| Bandera de Bélgica | Bélgica            | 3                                | 0  | Canadá | Bandera de Canadá |
| --- | ------------------ | -------------------------------- | -- | ------ | ----------------- |
| 5 de enero |                    |                                  |    |        |                   |
| \| 1 \| \| Elise Mertens \| 6 \| 6 \| \| \| 1 \| \| Eugenie Bouchard \| 4 \| 4 \| \| \| 2 \| \| David Goffin \| 6 \| 6 \| \| \| 2 \| \| Vasek Pospisil \| 2 \| 4 \| \| \| 3 \| \| Elise Mertens / David Goffin \| 45 \| 32 \| 43 \| \| 3 \| \| Maddison Inglis / Vasek Pospisil[2] \| 3 \| 45 \| 45 \| \| Notas: 1. ↑ «Mastercard named as Hopman Cup title sponsor». ITF (en inglés). 13 de octubre de 2016. Archivado desde el original el 17 de octubre de 2016. Consultado el 25 de diciembre de 2016. 2. ↑ El partido se cuenta como 4-0, 4-0 para BEL debido al retiro de Eugenie Bouchard. \| \| \| \| \| \| |                    |                                  |    |        |                   |
| 1 | Bandera de Bélgica | Elise Mertens                    | 6  | 6      |                   |
| 1 | Bandera de Canadá  | Eugenie Bouchard                 | 4  | 4      |                   |
| 2 | Bandera de Bélgica | David Goffin                     | 6  | 6      |                   |
| 2 | Bandera de Canadá  | Vasek Pospisil                   | 2  | 4      |                   |
| 3 | Bandera de Bélgica | Elise Mertens / David Goffin     | 45 | 32     | 43                |
| 3 | Bandera de Canadá  | Maddison Inglis / Vasek Pospisil | 3  | 45     | 45                |
| Notas: 1. 2. |                    |                                  |    |        |                   |

#### Australia vs Alemania
| Bandera de Australia | Australia            | 1                                    | 2 | Alemania | Bandera de Alemania |
| --- | -------------------- | ------------------------------------ | - | -------- | ------------------- |
| 5 de enero |                      |                                      |   |          |                     |
| \| 1 \| \| Daria Gavrilova \| 1 \| 2 \| \| \| 1 \| \| Angelique Kerber \| 6 \| 6 \| \| \| 2 \| \| Thanasi Kokkinakis \| 5 \| 7 \| 6 \| \| 2 \| \| Alexander Zverev \| 7 \| 64 \| 4 \| \| 3 \| \| Daria Gavrilova / Thanasi Kokkinakis \| 4 \| 1 \| 3 \| \| 3 \| \| Angelique Kerber / Alexander Zverev \| 1 \| 4 \| 45 \| |                      |                                      |   |          |                     |
| 1 | Bandera de Australia | Daria Gavrilova                      | 1 | 2        |                     |
| 1 | Bandera de Alemania  | Angelique Kerber                     | 6 | 6        |                     |
| 2 | Bandera de Australia | Thanasi Kokkinakis                   | 5 | 7        | 6                   |
| 2 | Bandera de Alemania  | Alexander Zverev                     | 7 | 64       | 4                   |
| 3 | Bandera de Australia | Daria Gavrilova / Thanasi Kokkinakis | 4 | 1        | 3                   |
| 3 | Bandera de Alemania  | Angelique Kerber / Alexander Zverev  | 1 | 4        | 45                  |

## Grupo B

### Tabla de posiciones
| Pos. | País           | G | P | Partidos | Sets  | Juegos |
| ---- | -------------- | - | - | -------- | ----- | ------ |
| 1    | Suiza          | 3 | 0 | 9-0      | 18-3  | 109-76 |
| 2    | Estados Unidos | 2 | 1 | 4-5      | 9-11  | 85-69  |
| 3    | Rusia          | 1 | 2 | 3-6      | 10-13 | 93-94  |
| 4    | Japón          | 0 | 3 | 2-7      | 5-15  | 59-98  |

#### Rusia vs Estados Unidos
| Bandera de Rusia | Rusia                     | 1                                          | 2  | Estados Unidos | Bandera de Estados Unidos |
| --- | ------------------------- | ------------------------------------------ | -- | -------------- | ------------------------- |
| 30 de diciembre |                           |                                            |    |                |                           |
| \| 1 \| \| Anastasiya Pavliuchenkova \| 3 \| 3 \| \| \| 1 \| \| Coco Vandeweghe \| 6 \| 6 \| \| \| 2 \| \| Karen Jachanov \| 4 \| 6 \| 3 \| \| 2 \| \| Jack Sock \| 6 \| 1 \| 6 \| \| 3 \| \| Anastasiya Pavliuchenkova / Karen Jachanov \| 3 \| 4 \| 4 \| \| 3 \| \| Coco Vandeweghe / Jack Sock \| 45 \| 1 \| 2 \| |                           |                                            |    |                |                           |
| 1 | Bandera de Rusia          | Anastasiya Pavliuchenkova                  | 3  | 3              |                           |
| 1 | Bandera de Estados Unidos | Coco Vandeweghe                            | 6  | 6              |                           |
| 2 | Bandera de Rusia          | Karen Jachanov                             | 4  | 6              | 3                         |
| 2 | Bandera de Estados Unidos | Jack Sock                                  | 6  | 1              | 6                         |
| 3 | Bandera de Rusia          | Anastasiya Pavliuchenkova / Karen Jachanov | 3  | 4              | 4                         |
| 3 | Bandera de Estados Unidos | Coco Vandeweghe / Jack Sock                | 45 | 1              | 2                         |

#### Japón vs Suiza
| Bandera de Japón | Japón            | 0                              | 3 | Suiza | Bandera de Suiza |
| --- | ---------------- | ------------------------------ | - | ----- | ---------------- |
| 30 de diciembre |                  |                                |   |       |                  |
| \| 1 \| \| Naomi Osaka \| 5 \| 3 \| \| \| 1 \| \| Belinda Bencic \| 7 \| 6 \| \| \| 2 \| \| Yūichi Sugita \| 4 \| 3 \| \| \| 2 \| \| Roger Federer \| 6 \| 6 \| \| \| 3 \| \| Naomi Osaka / Yūichi Sugita \| 4 \| 1 \| 31 \| \| 3 \| \| Belinda Bencic / Roger Federer \| 2 \| 4 \| 45 \| |                  |                                |   |       |                  |
| 1 | Bandera de Japón | Naomi Osaka                    | 5 | 3     |                  |
| 1 | Bandera de Suiza | Belinda Bencic                 | 7 | 6     |                  |
| 2 | Bandera de Japón | Yūichi Sugita                  | 4 | 3     |                  |
| 2 | Bandera de Suiza | Roger Federer                  | 6 | 6     |                  |
| 3 | Bandera de Japón | Naomi Osaka / Yūichi Sugita    | 4 | 1     | 31               |
| 3 | Bandera de Suiza | Belinda Bencic / Roger Federer | 2 | 4     | 45               |

#### Japón vs Estados Unidos
| Bandera de Japón | Japón                     | 1                               | 2  | Estados Unidos | Bandera de Estados Unidos |
| --- | ------------------------- | ------------------------------- | -- | -------------- | ------------------------- |
| 2 de enero |                           |                                 |    |                |                           |
| \| 1 \| \| Maddison Inglis \| 5 \| 2 \| \| \| 1 \| \| Coco Vandeweghe[1] \| 7 \| 6 \| \| \| 2 \| \| Yūichi Sugita \| 7 \| 1 \| \| \| 2 \| \| Jack Sock \| 61 \| 1 \| Ret. \| \| 3 \| \| Maddison Inglis / Yūichi Sugita \| 0 \| 45 \| 4 \| \| 3 \| \| Coco Vandeweghe / Pat Cash[2] \| 4 \| 32 \| 0 \| \| Notas: 1. ↑ El partido se cuenta como 6-0, 6-0 para USA debido al retiro de Naomi Osaka por enfermedad. 2. ↑ El partido se cuenta como 4-0, 4-0 para USA debido al retiro de Naomi Osaka por enfermedad. \| \| \| \| \| \| |                           |                                 |    |                |                           |
| 1 | Bandera de Japón          | Maddison Inglis                 | 5  | 2              |                           |
| 1 | Bandera de Estados Unidos | Coco Vandeweghe                 | 7  | 6              |                           |
| 2 | Bandera de Japón          | Yūichi Sugita                   | 7  | 1              |                           |
| 2 | Bandera de Estados Unidos | Jack Sock                       | 61 | 1              | Ret.                      |
| 3 | Bandera de Japón          | Maddison Inglis / Yūichi Sugita | 0  | 45             | 4                         |
| 3 | Bandera de Estados Unidos | Coco Vandeweghe / Pat Cash      | 4  | 32             | 0                         |
| Notas: 1. 2. |                           |                                 |    |                |                           |

#### Rusia vs Suiza
| Bandera de Rusia | Rusia            | 0                                          | 3  | Suiza | Bandera de Suiza |
| --- | ---------------- | ------------------------------------------ | -- | ----- | ---------------- |
| 2 de enero |                  |                                            |    |       |                  |
| \| 1 \| \| Anastasiya Pavliuchenkova \| 1 \| 6 \| 3 \| \| 1 \| \| Belinda Bencic \| 6 \| 3 \| 6 \| \| 2 \| \| Karen Jachanov \| 3 \| 68 \| \| \| 2 \| \| Roger Federer \| 6 \| 710 \| \| \| 3 \| \| Anastasiya Pavliuchenkova / Karen Jachanov \| 31 \| 45 \| 1 \| \| 3 \| \| Belinda Bencic / Roger Federer \| 45 \| 3 \| 4 \| |                  |                                            |    |       |                  |
| 1 | Bandera de Rusia | Anastasiya Pavliuchenkova                  | 1  | 6     | 3                |
| 1 | Bandera de Suiza | Belinda Bencic                             | 6  | 3     | 6                |
| 2 | Bandera de Rusia | Karen Jachanov                             | 3  | 68    |                  |
| 2 | Bandera de Suiza | Roger Federer                              | 6  | 710   |                  |
| 3 | Bandera de Rusia | Anastasiya Pavliuchenkova / Karen Jachanov | 31 | 45    | 1                |
| 3 | Bandera de Suiza | Belinda Bencic / Roger Federer             | 45 | 3     | 4                |

#### Japón vs Rusia
| Bandera de Japón | Japón            | 1                                          | 2 | Rusia | Bandera de Rusia |
| --- | ---------------- | ------------------------------------------ | - | ----- | ---------------- |
| 4 de enero |                  |                                            |   |       |                  |
| \| 1 \| \| Naomi Osaka \| 6 \| 3 \| 7 \| \| 1 \| \| Anastasiya Pavliuchenkova \| 4 \| 6 \| 65 \| \| 2 \| \| Yūichi Sugita \| 4 \| 2 \| \| \| 2 \| \| Karen Jachanov \| 6 \| 6 \| \| \| 3 \| \| Naomi Osaka / Yūichi Sugita \| 1 \| 0 \| \| \| 3 \| \| Anastasiya Pavliuchenkova / Karen Jachanov \| 4 \| 4 \| \| |                  |                                            |   |       |                  |
| 1 | Bandera de Japón | Naomi Osaka                                | 6 | 3     | 7                |
| 1 | Bandera de Rusia | Anastasiya Pavliuchenkova                  | 4 | 6     | 65               |
| 2 | Bandera de Japón | Yūichi Sugita                              | 4 | 2     |                  |
| 2 | Bandera de Rusia | Karen Jachanov                             | 6 | 6     |                  |
| 3 | Bandera de Japón | Naomi Osaka / Yūichi Sugita                | 1 | 0     |                  |
| 3 | Bandera de Rusia | Anastasiya Pavliuchenkova / Karen Jachanov | 4 | 4     |                  |

#### Suiza vs Estados Unidos
| Bandera de Suiza | Suiza                     | 3                              | 0  | Estados Unidos | Bandera de Estados Unidos |
| --- | ------------------------- | ------------------------------ | -- | -------------- | ------------------------- |
| 4 de enero |                           |                                |    |                |                           |
| \| 1 \| \| Roger Federer \| 7 \| 7 \| \| \| 1 \| \| Jack Sock \| 65 \| 5 \| \| \| 2 \| \| Belinda Bencic \| 78 \| 6 \| \| \| 2 \| \| Coco Vandeweghe \| 6 \| 4 \| \| \| 3 \| \| Belinda Bencic / Roger Federer \| 45 \| 4 \| \| \| 3 \| \| Coco Vandeweghe / Jack Sock \| 3 \| 2 \| \| |                           |                                |    |                |                           |
| 1 | Bandera de Suiza          | Roger Federer                  | 7  | 7              |                           |
| 1 | Bandera de Estados Unidos | Jack Sock                      | 65 | 5              |                           |
| 2 | Bandera de Suiza          | Belinda Bencic                 | 78 | 6              |                           |
| 2 | Bandera de Estados Unidos | Coco Vandeweghe                | 6  | 4              |                           |
| 3 | Bandera de Suiza          | Belinda Bencic / Roger Federer | 45 | 4              |                           |
| 3 | Bandera de Estados Unidos | Coco Vandeweghe / Jack Sock    | 3  | 2              |                           |

## Final
| Bandera de Alemania | Alemania            | 1                                   | 2  | Suiza | Bandera de Suiza |  |
| --- | ------------------- | ----------------------------------- | -- | ----- | ---------------- |  |
| 6 de enero |                     |                                     |    |       |                  |  |
| \| 1 \| \| Alexander Zverev \| 7 \| 0 \| 2 \| \| \| 1 \| \| Roger Federer \| 64 \| 6 \| 6 \| \| \| 2 \| \| Angelique Kerber \| 6 \| 6 \| \| \| \| 2 \| \| Belinda Bencic \| 4 \| 1 \| \| \| \| 3 \| \| Angelique Kerber / Alexander Zverev \| 3 \| 2 \| \| \| \| 3 \| \| Belinda Bencic / Roger Federer \| 45 \| 4 \| \| \| |                     |                                     |    |       |                  |  |
| 1 | Bandera de Alemania | Alexander Zverev                    | 7  | 0     | 2                |  |
| 1 | Bandera de Suiza    | Roger Federer                       | 64 | 6     | 6                |  |
| 2 | Bandera de Alemania | Angelique Kerber                    | 6  | 6     |                  |  |
| 2 | Bandera de Suiza    | Belinda Bencic                      | 4  | 1     |                  |  |
| 3 | Bandera de Alemania | Angelique Kerber / Alexander Zverev | 3  | 2     |                  |  |
| 3 | Bandera de Suiza    | Belinda Bencic / Roger Federer      | 45 | 4     |                  |  |

|                             |
| Campeón Suiza Tercer título |